# Émile Pouvillon
Émile Pouvillon, född den 12 oktober 1840 i Montauban, död den 6 oktober 1906 i Chambéry, var en fransk författare.

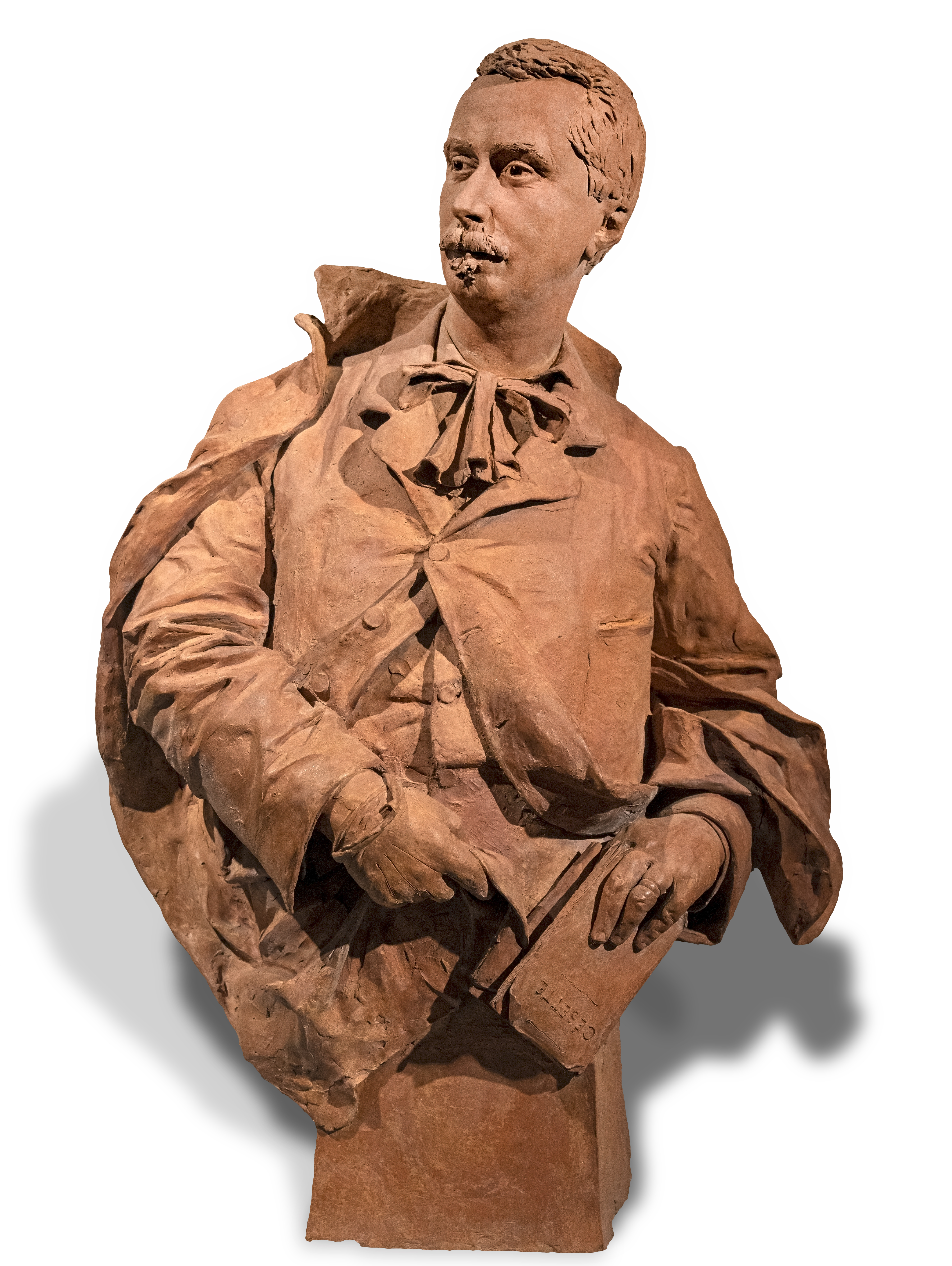
Byst av Bourdelle - Montauban.

Pouvillon, som en kort tid var bosatt i Paris, sysslade framför allt med landsbygdens folk och levnadsförhållanden, som han skildrade med allvar och finhet. Nämnas kan romanerna Césette, histoire d'une paysanne (1881), L'innocent (1884), Jean-de-Jeanne (1886), Le vœu d'être chaste (1900), Jep (1904), Petites gens (1905) och dramat Bernadette (1894).